# Norman Borlaug
Norman Ernest Borlaug, ameriški biolog, agronom in javni intelektualec, nobelovec, * 25. marec 1914, Cresco, Iowa, Združene države Amerike, † 12. september 2009, Dallas, Teksas.
Borlaug je doktoriral iz biologije, rastlinske patologije in genetike v Univerzi Minnesote leta 1942. Prevzel je mesto raziskovalca v kmetijstvu v Mehiki, kjer je razvil sorto žita z nizko rastjo, velikim donosom z odporom na določene bolezni. Izrazito je cenjen zaradi dosežkov, ki so izboljšali pridelavo hrane po svetu.
V sredini 20. stoletja je Borlaug uvedel te visokodonosne sorte žit na trge Mehike, Pakistana in Indije. Zavzemal in vodil je tudi uvajanje teh vrst na kmetije in uvajanje ob sejanju tudi bolj sodobnih tehnik kmetijske pridelave. Kot rezultat prizadevanj je Mehika leta 1963 postala samozadostna proizvajalka in nato izvoznica pšenice. Med letoma 1965 in 1970 se je pridelek pšenice v Pakistanu in Indiji skoraj podvojil. Napredek so imenovali tudi Zelena revolucija in Borlaug je bil cenjen kot človek, ki je rešil preko milijardo ljudi pred stradanjem. Za svoje prizadevanje je bil nagrajen z Nobelovo nagrado za mir leta 1970, saj so ocenili, da povečanje zaloge hrane med prebivalstvom pomeni tudi velik prispevek k svetovnem miru.
Po prejetju nagrade je te metode za povečanje proizvodnje hrane poskušal uvesti tudi v Aziji in Afriki.

## Zgodnje življenje, šolanje in družina
Borlaug je bil potomec norveških priseljencev v Združene države Amerike, kot najstarejši ob treh sestrah je bil prepuščen kmetiji, a jo je smelo zapustil na željo staršev in se vpisal na Univerzo Minessote. Po srednješolskem udejstvovanju v mnogih športih se je na veliko spodbudo dedka lotil študija med veliko gospodarsko krizo, pri čemer pa je imel mnogo težav. Po dveh letih se je prepisal na študij gozdarstva, ki ga je s prekinitvami zaključil leta 1937.
Na predavanju v okviru bratovščine je spoznal strokovnjaka, ki je predaval rastlinsko patologijo in razlagal, da se lahko z gojenjem rastlin dosega ogibanje sicer zelo škodljive rastlinske rje. Borlauga je navdušila uporabnost takšnih dosežkov v gozdarstvu. Predavatelj mu je svetoval študij rastlinske patologije, kjer je Borlaug kmalu zatem tudi doktoriral. Med študijem je spoznal tudi ženo, s katero sta bila poročena 69 let.

## Kariera
Od leta 1942 do 1944 je bil Borlaug zaposlen kot mikrobiolog pri korporaciji DuPont v Wilmingtonu, Delaware. S pričetkom druge svetovne vojne je bil zavrnjen kot prostovoljec za vojsko, namesto tega je delal kot raziskovalec za ameriške oborožene sile. Po vojni je kot član programa medvladnega sodelovanja med mehiško in ameriško vlado sodeloval v posebni skupini za izboljševanje kmetijstva. Borlaug je bil zaposlen kot genetik in rastlinski patolog. Tu dela od 1944–1964 na raziskavah, nakar postane svetovalec in promotor dosežkov, zaradi katerih je bil nagrajen z mnogimi častmi.